# Branco (Fußballspieler)
Branco (* 4. April 1964 in Bagé; eigentlich Cláudio Ibrahim Vaz Leal) ist ein ehemaliger brasilianischer Fußballspieler.

## Karriere

### Verein
Der linke Verteidiger Branco begann seine Profikarriere 1980 beim SC Internacional in Porto Alegre. Im gleichen Jahr schaffte es der Klub erstmals in der Vereinsgeschichte in das Finale der Copa Libertadores einzuziehen. Dort war der Gegner Nacional Montevideo aus Uruguay. Nach 0:0 und 0:1 ging man jedoch als Verlierer vom Feld. 1982 kam Branco zu Fluminense Rio de Janeiro und spielte dort bis 1986. Mit den Fluzão sammelte er zahlreich Titel. Zwischen 1983 und 1985 gewann das Team dreimal in Folge die Staatsmeisterschaft von Rio de Janeiro. Bedeutender war jedoch die Campeonato Brasileiro de Futebol, die brasilianische Meisterschaft, im Jahre 1984. Nach der Fußball-Weltmeisterschaft 1986 wechselte er nach Europa zu Brescia Calcio, wo er erste Erfahrungen im europäischen Fußball sammeln konnte. Nachdem Brescia 1986/87 die Klasse nicht halten konnte, spielte Branco in der Folgesaison zweitklassig mit dem Klub. Der Wiederaufstieg wurde allerdings verpasst. So entschied er sich 1988 zu einem Transfer zum FC Porto, wo er bis 1991 spielte. In seinem zweiten Jahr bei den Portugiesen wurde die nationale Meisterschaft gewonnen. Eine Spielzeit zuvor war Porto bereits im Wettbewerb um den Taça de Portugal erfolgreich. Im Finale am 19. Juni 1988 wurde Vitória Guimarães mit 1:0 geschlagen. Dies war Brancos erster europäischer Titel. 1991, in seiner letzten Saison für Porto, wurde dieser Erfolg wiederholt.
Im Sommer 1991 wechselte der Defensivspieler wieder in die Serie A zu Genua 1893, die zur Spielzeit 1991/92 im UEFA-Pokal spielten. Dort schaltete man Mannschaften wie FC Liverpool und Steaua Bukarest aus, ehe man im Halbfinale am späteren Sieger Ajax Amsterdam nach 2:3 und 1:1 scheiterte. In der Liga reichte es allerdings nur zu einem enttäuschenden Rang 14. Im Folgejahr beendete das Team die Saison marginal besser auf der 13. Platz. 1993 ging Branco dann zurück nach Brasilien und heuerte bei Grêmio Porto Alegre an. Dort konnte er aber nicht an die Leistungen vergangener Tage anknüpfen. Zwar war er am Gewinn der Staatsmeisterschaft von Rio Grande do Sul 1993 beteiligt, kam aber nicht mehr regelmäßig zum Einsatz. 1995 spielte er kurz bei Flamengo Rio de Janeiro, im gleichen Jahr auch bei Corinthians São Paulo, versuchte sich 1996 in England beim FC Middlesbrough und 1997 bei den New Jersey MetroStars. Immer waren es nur kurze Gastspiele. Seine letzte Station war 1998 Fluminense Rio de Janeiro. Anschließend gab er die aktive Karriere auf. Gerade in seinen letzten Jahren, als er nicht mehr regelmäßig seine Qualitäten abrufen konnte, kritisierte man den Defensivspieler wegen angeblichen Übergewichts.

### Nationalmannschaft
1985 wurde Branco erstmals in die A-Nationalmannschaft Brasiliens berufen. Bereits ein Jahr darauf stand er im Aufgebot für die Fußball-Weltmeisterschaft 1986 in Mexiko, wo Branco zwar im Viertelfinale gegen Frankreich beim Elfmeterschießen seinen Elfmeter verwandelt hatte, aber dennoch mit der Mannschaft ausgeschieden war. Insgesamt kam er bei allen fünf Spielen zum Einsatz. Sein WM-Debüt gab der Linksverteidiger am 1. Juni 1986, gegen die Auswahl Spaniens.
1989 gehörte er zum Kader, der die Copa América 1989 gewinnen sollte. Dabei kam er in sieben von sieben möglichen Begegnungen in der Startelf zum Einsatz und wurde nur einmal ausgewechselt.
Die Fußball-Weltmeisterschaft 1990 in Italien, wo er wiederum auf der linken Abwehrseite im brasilianischen Nationalteam gesetzt war, verlief noch enttäuschender als die WM zuvor. Die Brasilianer schieden bereits im Achtelfinale gegen Argentinien aus. Später behauptete Branco, dass er Opfer eines argentinischen Tricks geworden war: In einer Spielunterbrechung habe ihm der argentinische Teammasseur eine Flasche Wasser gereicht, in die ein Beruhigungsmittel gemischt gewesen sein soll. Branco sei nach Genusses des Wassers übel geworden. Maradona bestätigte später die Version Brancos und sagte, dass sein Trainer Carlos Bilardo dahinter gesteckt habe.
Zwei Jahre nach Gewinn der Copa América, wollte man 1991 den Titel verteidigen. Dies gelang jedoch nicht und Branco wurde mit der Seleção nur Vizemeister hinter Argentinien. Mit drei Treffern war Branco bester Schütze seines Teams.
Bei der Fußball-Weltmeisterschaft 1994 fand sich Branco dann plötzlich auf der Ersatzbank bei Brasilien wieder. Der jüngere Leonardo Araújo hatte ihm auf der linken Abwehrseite den Rang abgelaufen. Sein fulminantes Comeback erlebte er, als Leonardo im Achtelfinale gegen die USA nach einem brutalen Ellbogencheck des Feldes verwiesen wurde und für den Rest des Turniers gesperrt wurde. Branco spielte im Viertelfinale gegen die Niederlande und wurde zum Matchwinner, als er mit einem Freistoß aus über 30 Meter Entfernung gegen Ed de Goey den 3:2-Siegtreffer erzielte. Im Finale gegen Italien verwandelte er seinen Elfmeter im Elfmeterschießen sicher und wurde Fußballweltmeister.
Branco spielte insgesamt 72-mal für Brasilien und war durch seine gefürchteten harten Freistöße ein Vorläufer auf der linken Außenverteidigerposition von Roberto Carlos, der in der brasilianischen Nationalmannschaft sein Nachfolger wurde.

## Trainer und Funktionär
Nach seiner aktiven Laufbahn, blieb Branco dem Fußball erhalten. Zwischen 2007 und 2009 arbeitet er als Nachwuchsleiter in der Jugendabteilung seines ehemaligen Klubs Fluminense. Zuvor war er 2006 bereits für den Nachwuchs der Nationalmannschaft zuständig.
Im September 2016 wurde er von Figueirense als Berater der Präsidentschaft des Clubs angekündigt. Er blieb bis zum 18. März 2017 im Amt.

## Privates
Branco ist Eigentümer eines Lagers für Baustoffe in Rio de Janeiro.
Im März 2021 wurde er mit schweren Atemwegsproblemen aufgrund einer Covid-19-Infektion in das Krankenhaus Copa Star im Süden von Rio de Janeiro eingeliefert. Zwei Tage später wurde er intubiert und auf die Intensivstation verlegt. Branco verließ die Intensivstation am 31. März 2021 nach guter Genesung und zog in ein normales Zimmer im selben Krankenhaus. Drei Tage später, am 3. April, wurde er aus dem Krankenhaus entlassen.

## Erfolge
Nationalmannschaft
- Weltmeister: 1994
- Copa América: 1989

Fluminense
- Staatsmeisterschaft von Rio de Janeiro: 1983, 1984, 1985
- Campeonato Brasileiro de Futebol: 1984

Porto
- Taça de Portugal: 1989, 1991
- Portugiesischer Meister: 1990

Grêmio
- Staatsmeisterschaft von Rio Grande do Sul: 1993